# Olivier Kahn
Olivier Kahn, nacido el 13 de septiembre de 1942 y muerto el 8 de diciembre de 1999, fue un investigador químico francés, cofundador del campo del magnetismo molecular, y que ayudó a la química inorgánica a superar la teoría del campo de ligantes y considerar las interacciones inter- o supramoleculares. Fue hijo del filósofo Jean Kahn-Dessertenne y hermano del periodista Jean-François Kahn y del genetista Axel Kahn.
Obtuvo su título de ingeniero de la École nationale supérieure de chimie de Paris donde hizo una tesis en química organometálica, fue especialista en espectrometría dentro del dominio de los metales de transición. Después de dos estancias postdoctorales, obtuvo una plaza de profesor en la Université Orsay, donde creó, en 1976, el Laboratoire de spectrochimie des éléments de transition. En 1995 se desplazó a Burdeos donde fundó un nuevo equipo en el seno del Institut de chimie de la matière condensée.

## Reconocimientos
Se le nombró doctor honoris causa en varias universidades. Se le decicó un número de la revista Inorganica Chimica Acta. Se le dio su nombre al premio Olivier Kahn International Award. En 1993 obtuvo, junto con, Philipp Gütlich (Universität Mainz), el premio de investigación Max-Planck.